# Uruguays præsidenter
| Fra-til     | Navn                                                             | Parti         |
| ----------- | ---------------------------------------------------------------- | ------------- |
| 1830-1834   | José Fructuoso Rivera                                            | Colorado      |
| 1834-1835   | Carlos Anaya (midlertidig)                                       |               |
| 1835-1838   | Manuel Oribe                                                     | National      |
| 1838        | Gabriel Antonio Pereira (midlertidig)                            |               |
| 1838-1839   | José Fructuoso Rivera                                            | Colorado      |
| 1839        | Gabriel Antonio Pereira (midlertidig)                            |               |
| 1839-1843   | José Fructuoso Rivera                                            | Colorado      |
| 1843-1852   | Joaquín Suárez de Rondelo (midlertidig)                          | Colorado      |
| 1852        | Bernardo Prudencio Berro (midlertidig)                           | National      |
| 1852-1853   | Juan Francisco Giró                                              | National      |
| 1853-1854   | Foreløpig regjering                                              |               |
| 1854-1855   | Venancio Flores                                                  | Colorado      |
| 1855-1856   | Manuel Basilio Bustamante (midlertidig)                          | Colorado      |
| 1856        | José María Plá (midlertidig)                                     | Colorado      |
| 1856-1860   | Gabriel Antonio Pereira                                          |               |
| 1860-1864   | Bernardo Prudencio Berro                                         | Colorado      |
| 1864-1865   | Atanasio Cruz Aguirre (midlertidig)                              | National      |
| 1865        | Tomás Villalba                                                   | Colorado      |
| 1865-1868   | Venancio Flores (midlertidig)                                    | National      |
| 1868        | Pedro Varela (midlertidig)                                       | Colorado      |
| 1868-1872   | Lorenzo Batlle y Grau                                            | Colorado      |
| 1872-1873   | Tomás Gomensoro (midlertidig)                                    | Colorado      |
| 1873-1875   | José Eugenio Ellauri (midlertidig til 1873)                      | Colorado      |
| 1875        | Pedro Varela (foreløpig)                                         | Colorado      |
| 1875        | Pedro Esteban Carve Pérez                                        | Colorado      |
| 1875-1876   | Pedro Varela                                                     | Colorado      |
| 1876-1879   | Lorenzo Latorre (foreløpig)                                      | Colorado      |
| 1879        | Francisco Antonino Vidal (midlertidig)                           | Colorado      |
| 1879-1880   | Lorenzo Latorre                                                  | Colorado      |
| 1880-1882   | Francisco Antonino Vidal (midlertidig til 1880)                  | Colorado      |
| 1882        | Miguel Alberto Flangini Ximénez (midlertidig)                    | Colorado      |
| 1882-1886   | Máximo Santos                                                    | Colorado      |
| 1886        | Francisco Antonino Vidal                                         | Colorado      |
| 1886        | Máximo Santos (midlertidig)                                      | Colorado      |
| 1886-1890   | Máximo Tajes                                                     | Colorado      |
| 1890-1894   | Julio Herrera y Obes                                             | Colorado      |
| 1894        | Duncan Stewart (midlertidig)                                     | Colorado      |
| 1894-1897   | Juan Idiarte Borda                                               | Colorado      |
| 1897-1899   | Juan Lindolfo Cuestas (midlertidig til 1898, deretter foreløpig) | Colorado      |
| 1899        | José Batlle y Ordóñez (midlertidig)                              | Colorado      |
| 1899-1903   | Juan Lindolfo Cuestas                                            | Colorado      |
| 1903-1907   | José Batlle y Ordóñez                                            | Colorado      |
| 1907-1911   | Claudio Williman                                                 | Colorado      |
| 1911-1915   | José Batlle y Ordóñez                                            | Colorado      |
| 1915-1919   | Feliciano Viera                                                  | Colorado      |
| 1919-1923   | Baltasar Brum                                                    | Colorado      |
| 1923-1927   | José Serrato                                                     | Colorado      |
| 1927-1931   | Juan Campisteguy                                                 | Colorado      |
| 1931-1938   | Gabriel Terra                                                    | Colorado      |
| 1938-1943   | Alfredo Baldomir                                                 | Colorado      |
| 1943-1947   | Juan José de Amézaga                                             | Colorado      |
| 1947        | Tomás Berreta                                                    | Colorado      |
| 1947-1951   | Luis Batlle Berres                                               | Colorado      |
| 1951-1955   | Andrés Martínez Trueba                                           | Colorado      |
| 1955-1956   | Luis Batlle Berres                                               | Colorado      |
| 1956-1957   | Alberto Fermín Zubiría                                           | Colorado      |
| 1957-1958   | Arturo Lezama                                                    | Colorado      |
| 1958-1959   | Carlos Fischer                                                   | Colorado      |
| 1959-1960   | Martín Echegoyen                                                 | National      |
| 1960-1961   | Benito Nardone                                                   | National      |
| 1961-1962   | Eduardo Víctor Haedo                                             | National      |
| 1962-1963   | Faustino Harrison                                                | National      |
| 1963-1964   | Daniel Fernández Crespo                                          | National      |
| 1964-1965   | Luis Giannattasio                                                | National      |
| 1965-1966   | Washington Beltrán                                               | National      |
| 1966-1967   | Alberto Heber Usher                                              | National      |
| 1967        | Oscar Diego Gestido                                              | Colorado      |
| 1967-1972   | Jorge Pacheco Areco                                              | Colorado      |
| 1972-1976   | Juan María Bordaberry                                            | Colorado      |
| 1976        | Alberto Demichelli (midlertidig)                                 |               |
| 1976-1981   | Aparicio Méndez                                                  | National      |
| 1981-1985   | Gregorio Álvarez Armelino                                        | militær       |
| 1985        | Rafael Addiego Bruno (midlertidig)                               |               |
| 1985-1990   | Julio María Sanguinetti                                          | Colorado      |
| 1990-1995   | Luis Alberto Lacalle                                             | National      |
| 1995-2000   | Julio María Sanguinetti                                          | Colorado      |
| 2000-2005   | Jorge Batlle Ibáñez                                              | Colorado      |
| 2005-2010   | Tabaré Vázquez Rosas                                             | Frente Amplio |
| 2010-2015   | José Alberto Mujica Cordano                                      | Frente Amplio |
| 2015 - 2020 | Tabaré Vázquez Rosas                                             | Frente Amplio |
| 2020 -      | Luis Lacalle Pou                                                 | Frente Amplio |